# Физика астрочастиц
Физика астрочастиц, также называемая  астрофизикой частиц, — это раздел физики элементарных частиц, изучающий элементарные частицы астрономического происхождения и их связь с астрофизикой и космологией. Новая область исследований, возникающая на стыке физики элементарных частиц, астрономии, астрофизики, физики детекторов, теории относительности, физики твердого тела и космологии.
Физика астрочастиц является одной из наиболее успешно и динамично развивающихся с начала 2000-х годов как в теоретических, так и в экспериментальных исследованиях. За первые десять лет развития в этой области были присуждены три Нобелевских премии — по космологии, и нейтринной астрофизике.

## История
В 1910 году, немецкий физик по имени Теодор Вульф измерил ионизацию воздуха в нижней и верхней части Эйфелевой башни. Он обнаружил, что наверху ионизация была гораздо большей, чем ожидалось. Хотя, планируя свой эксперимент, он ожидал обратного явления. Теодор Вульф приписал увелиечение ионизации воздуха космическим лучам.
Австрийский физик Виктор Гесс предположил, что часть ионизации была вызвана излучением неба. Для защиты этой гипотезы Гесс сконструировал приборы, способные работать на больших высотах, и провел наблюдения за ионизацией до высоты 5,3 км. С 1911 по 1913 год Гесс совершил десять полетов, чтобы тщательно измерить уровень ионизации. Согласно предварительным расчетам, он не ожидал, что будет какая-либо ионизация на высоте более 500 м, если единственной причиной излучения будут наземные источники. Однако его измерения показали, что, хотя уровни ионизации сначала уменьшались с высотой, в какой-то момент они начали резко расти. Такое явяление могло наблюдаться только при получении ионизации вне Земной атмосферы. В 1925 году Роберт Милликен подтвердил открытия Гесса и впоследствии ввел термин «космические лучи».
«Открытие» космических лучей Гессом считается отправной точкой для физики астрочастиц.

## Вопросы физики астрочастиц
Астрофизика частиц исследует ряд фундаментальных научных вопросов:
1. Почему Вселенная состоит только из материи, а не из материи и антиматерии в равных частях?
2. Что составляет тёмную материю?
3. Какую роль нейтрино играют в развитии Вселенной?
4. Какую информацию могут дать нейтрино, приходящие из недр Солнца и Земли, а также от порождённых при взрывах звёзд?
5. Что является источником космических лучей?
6. Как выглядит карта Вселенной, отснятая с помощью самых высоких энергий?
7. Как именно гравитационные волны связанны с процессами, происходящих во Вселенной, и о природе самой гравитации?

## Темы исследований
- Физика космических лучей высоких энергий и астрофизика
- Космология частиц
- Астрофизика элементарных частиц
- Связанная астрофизика: сверхновые, активные ядра галактик, космическое изобилие, темная материя и т. д.
- Гамма-астрономия высоких энергий, СВЭ и СВЭ
- Нейтринная астрономия высоких и низких энергий
- Разработки приборостроения и детекторов, относящиеся к вышеуказанным направлениям.